# سيد إمام
سيد إمام الشريف واسمه الجهادي عبد القادر بن عبد العزيز واسمه الحركي دكتور فضل يوصف بأنه شخصية رئيسية في الحركة الجهادية العالمية، وكتابه (العمدة في إعداد العدة) يعتبر مرجعاً جهادياً في مخيمات تدريب قاعدة الجهاد في أفغانستان، وقد وردت تقارير تفيد بأنه أول أعضاء المجلس الاستشاري الأعلى في القاعدة إلا أنه نفي ذلك مراراً وتكراراً في مقابلاته الإعلامية بعد أن خرج من السجن بعد ثورة 25 يناير، كما نفي أن يكون قد انضم إلي أي من التنظيمات سواء كانت جماعة الجهاد أو غيرها وقال إن دوره فيها لم يكن أكثر من دور استشاري شرعي في أغلب الأحيان بسبب صداقته لبعض من قيادات تلك التنظيمات . فهو حالياً يهاجم القاعدة وزعيمها أيمن الظواهري ودعا لوقف كل نشاطات الجهاد العنيفة والمسلحة في الغرب وفي الدول الإسلامية بسبب ما يراه فقه الاستضعاف وعدم القدرة علي الإنجاز .
يُعتبر سيد إمام من أحد أكثر المؤثرين في الحركة الإسلامية، وليس هذا التأثير من الناحية العسكرية ولكن من الناحية الشرعية والأدبية والفكرية .

## النتاج الأدبي والمؤلفات
يعتر سيد إمام الشريف صاحب عدة كتب تركت أثراً كبيراً في الحركة الجهادية وهي:
- كتاب العمدة في إعداد العدة
- الجامع في طلب العلم الشريف
- النصيحة في التقرب إلي الله
- الإرهاب من الإسلام ومن أنكر ذلك فقد كفر
- أسرار تنظيم القاعدة
- نقد الشيعة

وغيرها من الكتب الكثيرة التي لم ينشر منها إلا القليل وأشهر الكتب المنشورة هي العمدة والجامع، وهذا الكتاب الثاني الجامع قد تعرض للتحريف من قبل أيمن الظواهري وإخفاء لبعض أجزائه حيث نشره أيمن الظواهري قديما تحت مسمي كتاب الهادي إلي سبيل الرشاد ونسبهُ إلي سيد إمام ولكن بعد تحريفه وهذا من أحد أهم أسباب الخلاف بين سيد إمام الشريف وبين أيمن الظواهري ولكن انتشر الكتاب الأصلي لسيد إمام بعد ذلك وأصبح معروفاً مشهوراً بين الناس واختفي تدريجياً كتاب الهادي الذي حرف فيه الظواهري كتاب الجامع.